# Ostafrikanische Küstenbiene
Die Ostafrikanische Küstenbiene (Apis mellifera litorea) ist eine Unterart der Westlichen Honigbiene Apis mellifera. Ihr Verbreitungsgebiet sind die Tiefebenen des ostafrikanischen Küstenlands von Somalia bis Mosambik bzw. nordöstliches Südafrika.

## Taxonomie
Die Westliche Honigbiene gliedert sich in vier Rassenkreise, die morphologisch und genetisch (anhand der mitochondrialen DNA-Sequenzen) unterscheidbar sind und jeweils ein voneinander getrenntes Verbreitungsgebiet aufweisen: Die westeuropäischen, osteuropäischen und afrikanischen Bienen und die Bienen des Nahen Ostens. Die Bienen des tropischen Afrika wurden in der Vergangenheit überwiegend einer weitgefassten Rasse zugeordnet, die Apis mellifera adansonii genannt wurde. Diese unterscheidet sich von den nördlichen Rassen durch geringere Körpergröße, stärker gelborange getönte Färbung und eine Reihe von Verhaltensmerkmalen. Spätere Analysen zeigten jedoch, dass die Bienen des tropischen Afrika untereinander stärkere Unterschiede aufweisen, die als Rassen oder Unterarten gegeneinander differenziert werden können. Die Zuordnung zu diesen Unterarten ist allerdings komplex, zahlreiche Merkmale müssen dabei morphometrisch miteinander verrechnet werden. Als Ergebnis können heute die Bienen in der Tiefebene des ostafrikanischen Küstenlands als eigene Form Apis mellifera litorea aufgefasst werden. Ihr Verbreitungsgebiet grenzt im Westen an das von Apis mellifera scutellata und im Süden von Südafrika an jenes von A. m. capensis.

## Ökologie und Verhalten
Die Ostafrikanische Küstenbiene ist eine kleine Rasse mit gelben Streifen. Sie gilt als sehr sammeleifrig. Verglichen mit europäischen Bienenrassen ist sie aggressiver gegenüber Annäherungen an das Nest, die sie als Bedrohung wahrnimmt. Außerdem sind Afrikanische Honigbienen generell mobiler. Zusätzlich zum Schwärmen bei der Produktion der Jungköniginnen verlagern sie auch zu anderen Zeiten häufig den Neststandort. Solche Migrationsschwärme treten z. B. auf bei Nahrungsmangel, ungünstigen mikroklimatischen Bedingungen am Niststandort und Störungen durch Prädatoren auf.